# Аягама (підрозділ окружного секретаріату)
Підрозділ окружного секретаріату Аягама — підрозділ окружного секретаріату округу Ратнапура, провінції Сабарагамува, Шрі-Ланка. Складається з 21 Грама Ніладхарі.